# Haag in Oberbayern
Haag in Oberbayern este o comună-târg  din districtul  Mühldorf am Inn, regiunea administrativă Bavaria Superioară, landul Bavaria, Germania.

## Galerie de imagini

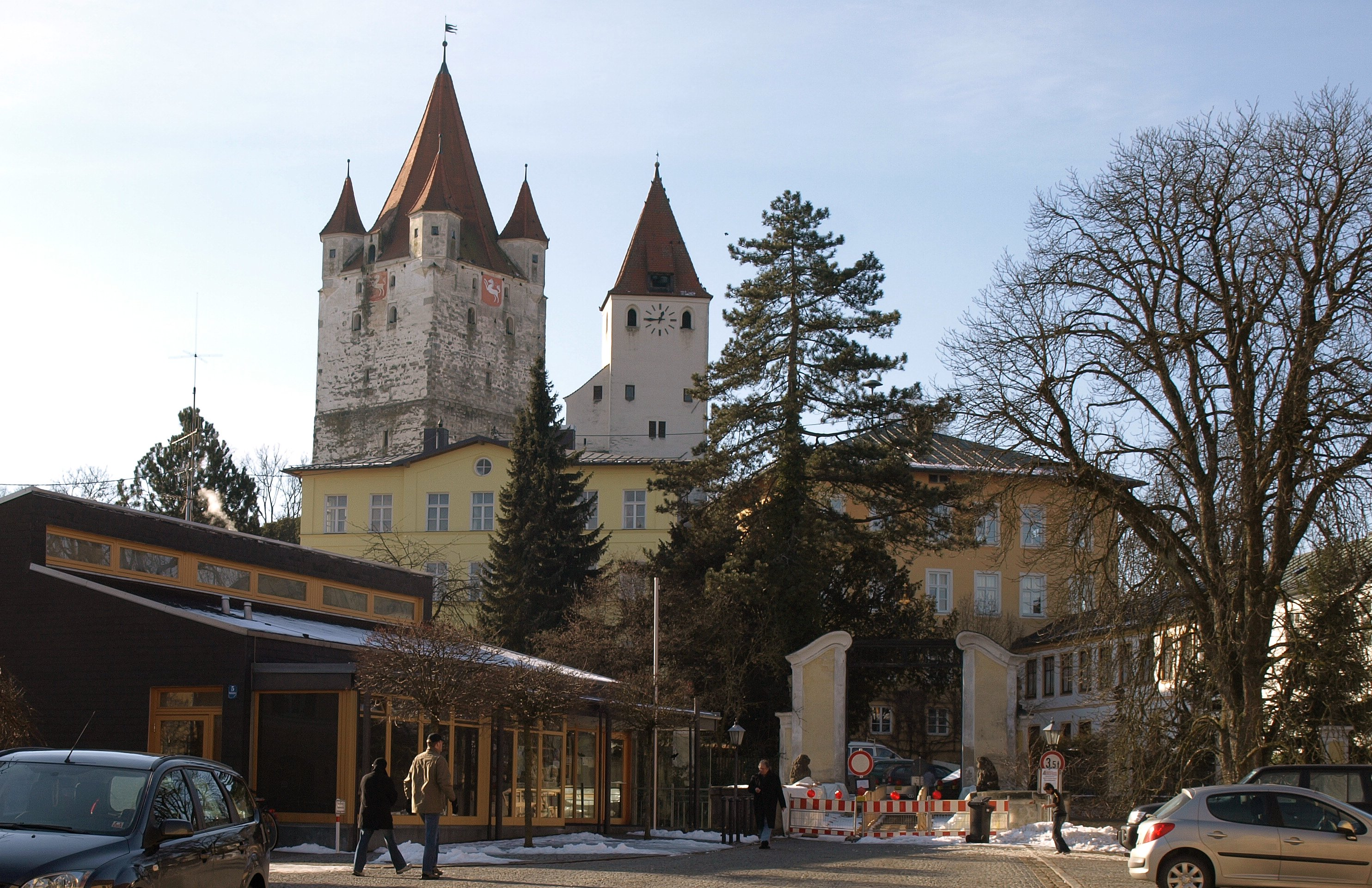
Haag in Oberbayern (piaţa centrală)
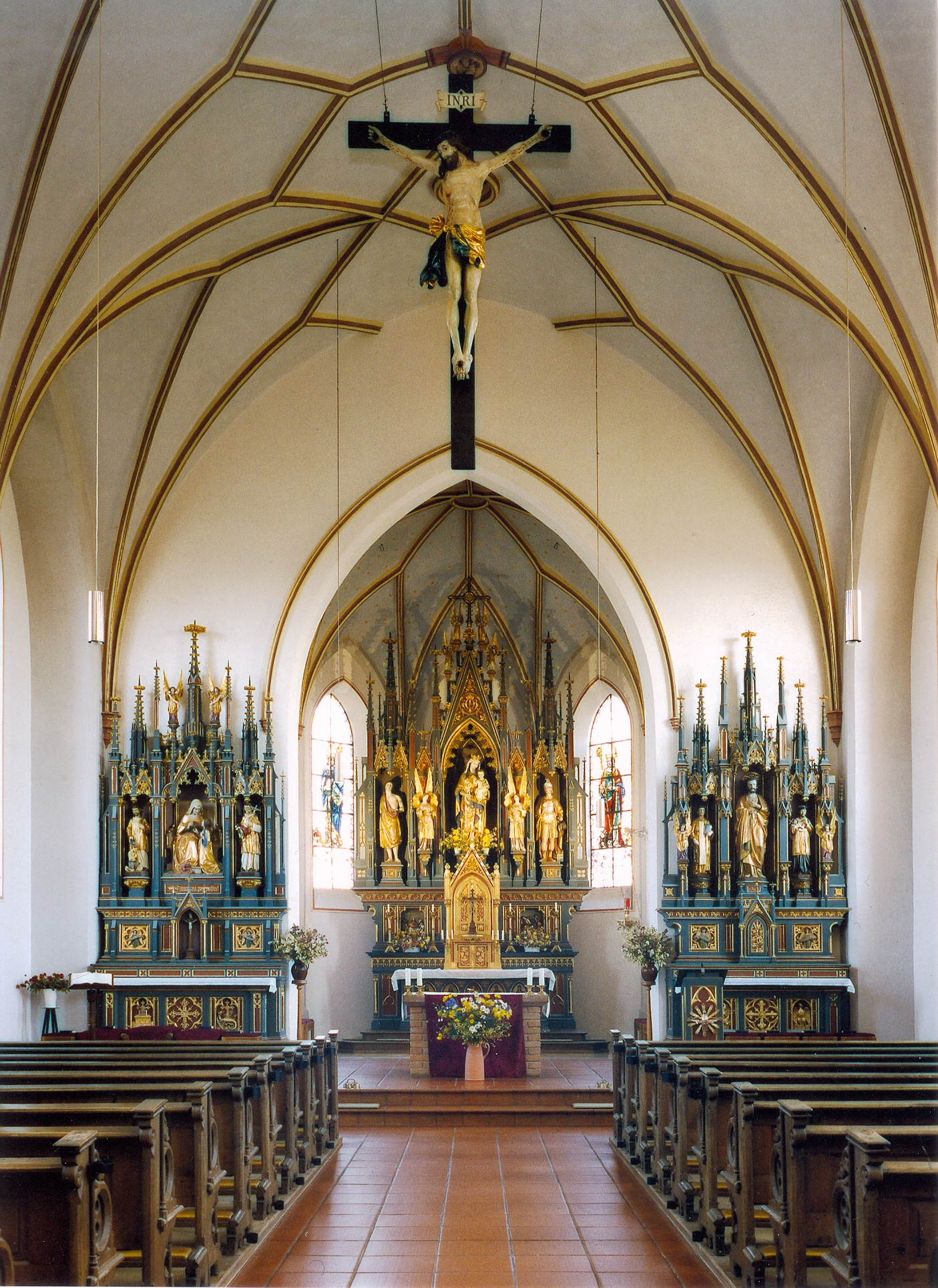
Interiorul bisericii din Haag in Oberbayern

1. ↑  Alle politisch selbständigen Gemeinden mit ausgewählten Merkmalen am 31.12.2018 (4. Quartal) (în germană), Statistisches Bundesamt[*], arhivat din original la 10 martie 2019, accesat în 10 martie 2019